# 고리 다이스케
고리 다이스케(일본어: 郷里 大輔 ごうり だいすけ[*], 1952년 2월 8일 ~ 2010년 1월 17일)는 일본의 남성 성우이다. 본명은 나가호리 요시오. 도쿄도 고토구 출신.

## 인물 및 여담
- 학창 시절에는 한주먹 했던 사람인데, 인상 때문에 불량 학생들이 시비 걸 엄두도 내지 못했다고 한다. 그래도 왠만하면 대화로 푸는 편이었다.

- 고리 다이스케란 예명으로 활동한 계기가 선배가 고릴라(ゴリラ)를 닮았으니 비슷한 이름으로 활동해 보라고 권했기 때문이라고..

- 오오츠카 치카오 못지 않은 군기반장이었지만 후배들을 잘 챙길 정도로 신상필벌이 확실한 편이었다. 성우로써 도리에 어긋나게 행동하면 엄격하게 야단치기도 했었다만, 기본적으로 성격이 온화하고 후배들의 상담도 거절 없이 다 들어줬었다. 선을 넘지 않는다면 후배들과도 친구처럼 지낼 정도였다.

- 팬 서비스도 일본 성우 중에선 매우 좋은 편이었다고 한다.

## 출연 작품
거구(☆), 악역(★), 개그캐릭터(#)
- 가이스터즈 - 램버트
- 개구리 중사 케로로 극장판 드래곤 워리어 - 피엘(☆)
- 게게게의 키타로 - 카미나리(★, ☆)[6]
- 검용전설 야이바 - 무사시보 벤케이(☆)
- 그란디아 2 - 마렉
- 극장판 크레용 신짱 액션가면VS그래그래 마왕 - T백 남작
- 극장판 크레용 신짱 암흑 마왕 대추적 - 로즈(타케시)(#)
- 근육맨 - 로빈마스크, 아수라맨, 블랙홀, 헬 나이트, 더티바론
- 기동경찰 패트레이버 - 야마자키 히로미(☆)
- 기동전사 건담 - 도즐 자비(★, ☆)
- 기동전사 Z건담, 기동전사 건담 0083 스타더스트 메모리 - 바스크 옴(★, ☆)
- 기신비상 데몬베인 - 칼리굴라
- 더블 드래곤 - 브루노프, 아보보
- 데드 오어 얼라이브 시리즈 - 배스 암스트롱
- 도라에몽 극장판 노비타의 일본탄생 - 어둠의 부족
- 도라에몽 극장판 노비타의 도라비안나이트 - 마신(☆)
- 도라에몽 극장판 노비타와 몽환삼검사 - 점보스 장군(★, ☆)
- 도라에몽 극장판 노비타와 날개의 용자들 - 크로우(☆)
- 도라에몽 극장판 노비타와 로봇왕국 - 콩 파이터(☆)
- 돌격 남자훈련소 -  에다지마 헤이하치(#)
- 드래곤나이트4 - 레이몬드 왕, 촌장 야콥(FX판), 톨헤스
- 드래곤볼 시리즈 - 바다거북, 우마왕(☆), 옐로 대령(★), 심벌(★, ☆), 드럼(★, ☆), 염라대왕(☆), 비네가(★, ☆), 미스터 사탄(☆, #), 콜드 대왕(★, ☆), 포룽가(☆)
- 드래그 온 드라군, 드래그 온 드라군 2 - 마나
- 랑그릿사 2 - 발가스
- 루니 툰 - 요세미티 샘[7]
- 마동왕 그랑조트 - 탄바론(10화)(★), 나만즈(16화)(★) 데빌맨(25화)(★), 타브(28화)(★)
- 바리스3 - 그라메스
- 바운서 - 볼트 크루거(☆)
- 바이오니클: 빛의 가면 - 마쿠타 테리닥스(★, ☆)
- 북두의 권 애니판 - 위글 옥장(★), 다루카(☆), 다이아(★, ☆)
- 북두의 권 신극장판 ~라오우전 격투의 장(2008)~ - '산의 후도우'(☆)
- 블리치 - 돈도챠카 빌스턴
- 뿌요뿌요 CD&뿌요뿌요 CD 通 - 코끼리대마왕
- 사쿠라 대전 시리즈 - 오오타 요키히코
- 세토의 신부 - 텐노잔 씨
- 소울 칼리버 - 엣지마스터
- 슈퍼 빅쿠리맨 - 데빌 제우스
- 슈퍼전대 시리즈
  - 격주전대 카레인저 - 에레킨타
  - 구급전대 고고파이브 - 나레이션
  - 백수전대 가오레인저 - 센키
  - 인풍전대 허리케인저 - 2의 창 츄우즈보
  - 굉굉전대 보우켄저 - 사악룡 린돔
  - 염신전대 고온저 - 만기수 켓테이반키
  - 사무라이전대 신켄저 - 오오츠무지
- 쉐도우 하츠&쉐도우 하츠 2 - 알버트 사이먼
- 스타 글라디에이터 - 에드워드 빌슈타인, 가모프 고그리, 간테츠
- 슬레이어즈 - 샤브라니그두(★)
- 시티헌터 - 사장, 고로베
- 신 겟타로보- 광목천
- 신 메이플 타운 이야기 팜 타운 편 - 로버트 코르돈(★, ☆)
- 아이언 자이언트 - 아이언 자이언트(@)
- 액션로망 범피트롯 - 베르가모트
- 에어마스터 - 나가토(☆)
- 와일드 암즈 더 핍스 뱅가드 - 엘비스 PALB_3106
- 왕도둑 징 - 보드카
- 요리왕 비룡 - 라멘 소장(46화에 등장한 엑스트라)(★, ☆)
- 용자 시리즈
  - 용자 엑스카이저 - 혼 가이스트(★)
  - 태양의 용자 파이버드 - 드라이어스(★) ,카메라맨[8], 팔바도르 왕국의 공작[9]
  - 용자경찰 제이데커 - 캐트 노리야스(★, #[10])
- 울트라 시리즈
  - 울트라맨 티가·울트라맨 다이나 & 울트라맨 가이아 초시공의 대결전 - 거대이형수 사탄비조
  - 울트라맨 코스모스 퍼스트 콘택트 - 우주닌자 발탄성인 베이지컬 버전
  - 울트라 세븐(2002 OVA) - 반중력우주인 고도라 성인
  - 울트라맨 코스모스 블루 플래닛 - 이형생명체 산도로스
  - 울트라맨 뫼비우스 & 울트라 형제 - 극악우주인 템페라 성인
  - 울트라맨 뫼비우스 - 참모우주인 데스렘
  - 울트라맨 파이팅 에볼루션 시리즈 - 울트라맨 파이팅 에볼루션 2의 나레이션
- 원피스 - 도리&브로기의 파란귀신 도리,(☆) 징베(☆)[11], 록스타
- 워저드 - 레오
- 은하영웅전설 - 오프레서 상급대장(☆)
- 이누야샤 - 교코츠(★, ☆)
- 이스1&2 PC엔진판, 이스 Ⅳ: The Dawn of Ys - 고반 토바
- 장갑기병 보톰즈 - 브리 키데라
- 전국무쌍 - 다케다 신겐
- 죠죠의 기묘한 모험 PS2판 - 타커스 (★, ☆)
- 진 겟타로보 세계 최후의 날 - 코웬
- 짱구는 못말려 - 부장
  - 액션가면 대 그래그래 마왕 - T백 남작(★, #)
  - 암흑 마왕 대추적 - 로즈(#)
- 정글북(디즈니) - 발루
- 정글북: 소년 모글리 - 하티
- 철권 - 미시마 헤이하치(★, #)
- 창천항로 - 서영(☆)
- 초강전기 키카이오 - 곤잘레스
- 초형귀: 궁극무적은하최강남 - 삼손
- 카라쿠리 검호전 무사시로드 - 쥬텐타이거(후반)
- 카우보이 비밥 - 패티 리버
- 카츠마타 토모하루 삼국지 - 장각(★), 하후돈(☆)
- 쾌걸 조로리 - 부르르 공작(★)
- 쿠니오군의 열혈투구전설 - 피구마왕
- 타락천사 - 해리 네즈
- 타임 크라이시스 4 - 잭 매저스(스테이지2 보스)
- 테일즈 오브 리버스 - 토마(★, ☆)
- 투신전 - 가이아
- 트랜스포머 초신 마스터포스 - 다우로스, S 파킨퍼
- 트랜스포머 빅토리 - 고류/다이노킹
- 트랜스포머 존 - 바이올렌 자이거, 다이나자우라
- 트랜스포머: 패자의 역습 - 사운드웨이브(★,☆), 프라임 왕조(☆)
- 파이어볼 - 샤덴프로이데
- 풀 메탈 패닉? 후못후 - 진다이 고교 럭비부 부장(☆)
- KOF XII - 라이덴